# Оуэн-Саунд
Оуэн-Саунд (англ. Owen Sound) — город в Канаде, в юго-западной части провинции Онтарио. Речной порт на озере Гурон, основанный в 1841 году, с населением около 21,6 тысячи жителей.

## География
| Климатограмма Оуэн-Саунда                                           | Климатограмма Оуэн-Саунда | Климатограмма Оуэн-Саунда | Климатограмма Оуэн-Саунда | Климатограмма Оуэн-Саунда | Климатограмма Оуэн-Саунда | Климатограмма Оуэн-Саунда | Климатограмма Оуэн-Саунда | Климатограмма Оуэн-Саунда | Климатограмма Оуэн-Саунда | Климатограмма Оуэн-Саунда | Климатограмма Оуэн-Саунда |
| ------------------------------------------------------------------- | ------------------------- | ------------------------- | ------------------------- | ------------------------- | ------------------------- | ------------------------- | ------------------------- | ------------------------- | ------------------------- | ------------------------- | ------------------------- |
| Я                                                                   | Ф                         | М                         | А                         | М                         | И                         | И                         | А                         | С                         | О                         | Н                         | Д                         |
| 135 −2 −9                                                           | 78 −2 −9                  | 77 3 −5                   | 70 10 1                   | 72 17 6                   | 76 21 11                  | 73 25 15                  | 89 24 15                  | 105 20 11                 | 89 13 6                   | 109 7 1                   | 127 1 −5                  |
| Температура в °C • Сумма осадков в мм Источник: The Weather Network |                           |                           |                           |                           |                           |                           |                           |                           |                           |                           |                           |

Оуэн-Саунд расположен на северном берегу залива Джорджиан-Бей, относящегося к озеру Гурон, в месте впадения в него рек Поттаватоми и Сиденхам. Оуэн-Саунд является административным центром графства Грей. Площадь по данным 2021 года — 24,21 км²
Оуэн-Саунд лежит в долине у подножия Ниагарского уступа, что в сочетании с близостью к Великим озёрам обеспечивает влажный умеренно континентальный климат (перепад среднемесячных температур от −5,8° в январе до 19,7° в июле; самый дождливый месяц — сентябрь со среднемесячной нормой осадков 105 мм, в январе выпадает в среднем около 110 мм снега). В городе действует развитая парковая структура и расположены четыре заповедных зоны: Инглис-Фоллс, Индиан-Фоллс, Хибу и Поттаватоми, для которых характерен разнообразный растительный и животный мир.

## История
Регион современного Оуэн-Саунда до прихода поселенцев из Европы населяли племена оджибве. В 1815 году регион впервые посетили европейские исследователи, Уильям Ф. Оуэн и Генри У. Бейфилд. Они дали близлежащему заливу название Оуэн-Саунд в честь адмирала Эдварда Рича-Оуэна, старшего брата Уильяма Оуэна.
В 1841 году на месте современного Оуэн-Саунда было заложено поселение Сиденхам, через десять лет получившее нынешнее название, а в 1857 году статус города. На протяжении большей части своей истории Оуэн-Саунд, находившийся на пути к верхним Великим озёрам, был важным портовым городом и железнодорожным узлом, известным, как «северный Чикаго». Город утратил своё экономическое значение после открытия Морского пути Святого Лаврентия, открывшего для судоходства нижние озёра системы Великих озёр. С этого времени экономика Оуэн-Саунда ориентирована в большей степени на туризм и сельское хозяйство.

## Население и администрация
По результатам переписи населения 2021 года население Оуэн-Саунда составляло 21 612 человек, что было на 1,3 % выше, чем при переписи 2016 года (население провинции Онтарио за это время выросло на 5,8 %). Плотность населения приближается к 900 чел/км². Средний возраст жителей города — 46,3 года, при этом более 27 % населения составляют жители в возрасте 65 лет и старше (в том числе более 5 % — люди в возрасте 85 лет и старше), а детей и подростков в возрасте до 14 лет включительно только 14 %. Примерно половина жителей в возрасте 15 лет и старше состояла в зарегистрированном или незарегистрированном браке, ещё четверть были разведены или вдовы. Примерно в половине семей были дети, проживавшие с родителями (в среднем на такую семью приходилось 1,7 ребёнка). В 20 % семей имелся только один родитель.
Около 8 % населения составляют иммигранты (крупнейшие диаспоры образуют выходцы из Великобритании и Индии), около 4 % — представители коренных народов Северной Америки. Английский язык является родным почти для 95 % жителей.

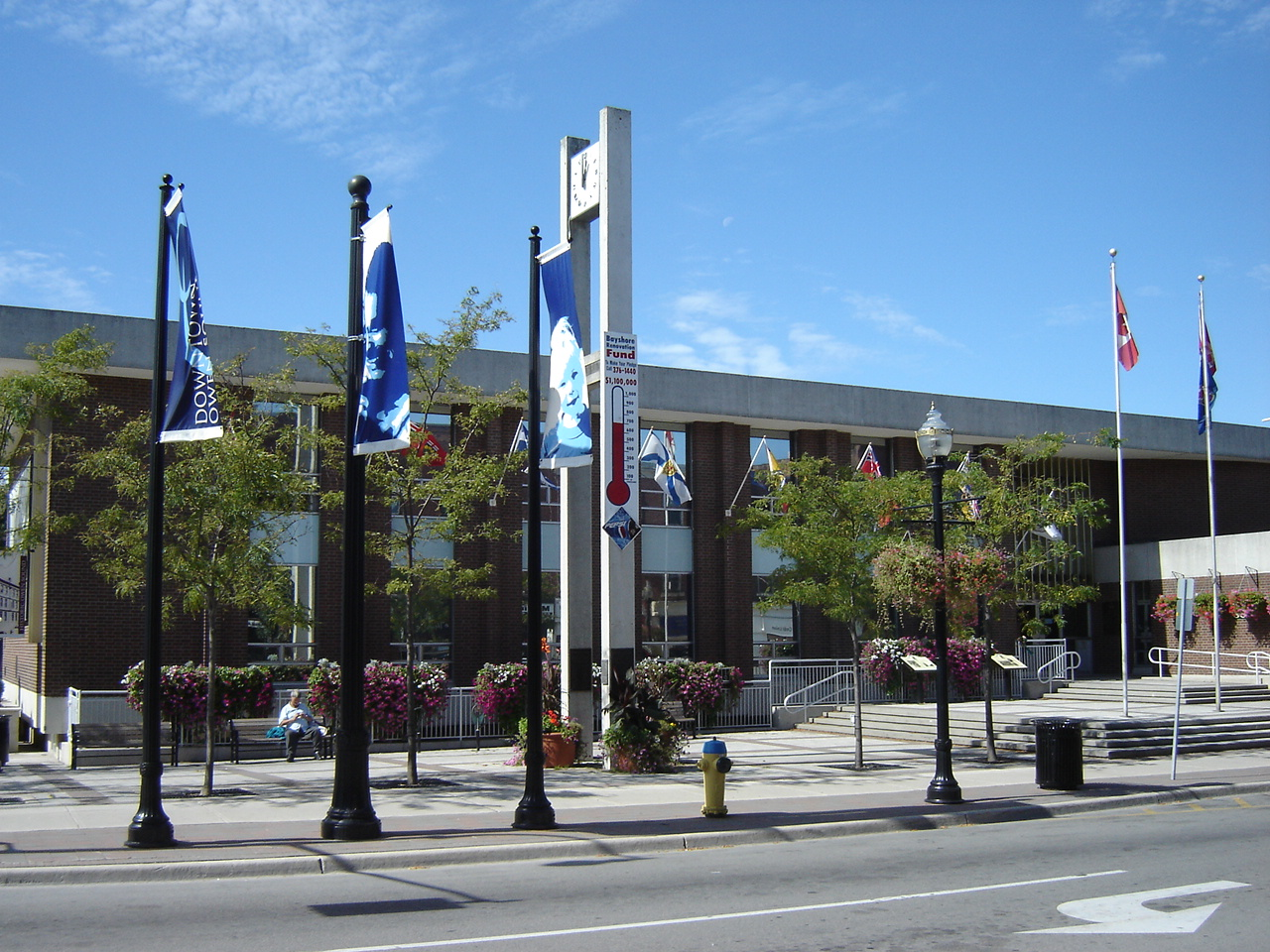
Мэрия Оуэн-Саунд

Средний доход на экономическую семью составлял в 2020 году 99,4 тыс. долларов (после вычета налогов 86,5 тыс. долларов), на человека после вычета налогов — 38,8 тыс. долларов. Уровень безработицы в 2021 году — около 11 %. Среди жителей в возрасте 15 лет и старше почти у половины есть высшее или среднее профессиональное образование.
В городской совет Оуэн-Саунда входят девять человек. На выборах 2010 года мэром стала Дебора Хасуэлл, ветеран городского совета.
Среди известных жителей Оуэн-Саунда два кавалера высшей британской военной награды, Креста Виктории, — лётчик Билли Бишоп, чьим именем назван аэропорт в пригороде Оуэн-Саунда, и пехотинец Томми Холмс, чьё имя носит городской арсенал. В Оуэн-Саунде также проживали врач Норман Бетьюн, герой Второй мировой войны в Китае; художник Том Томсон, бывший вдохновителем «Группы семи»; и член Зала славы НХЛ, вратарь Гарри Ламли.